# Ard-galen
Ard-Galen (Nederlands: groene regio) is een fictief gebied uit De Silmarillion van J.R.R. Tolkien.
Ard-Galen was een uitgestrekte vlakte, gelegen ten noorden van Dorthonion en ten zuiden van Angband, het grote fort van Morgoth in de Eerste Era.
Oorspronkelijk bestreek het groene Ard-Galen het hele gebied tussen de Ered Wethrin in het westen en de Ered Luin in het oosten. In het zuiden liep de vlakte door tot aan de hooglanden van Dorthonion.
Na de Dagor Bragollach veranderden rivieren van vuur en wolken giftig gas de vlakte in een desolaat en doods oord, waardoor het een nieuwe naam, Anfauglith (Nederlands: Verstikkend Stof), kreeg.

## Nírnaeth Arnoediad
Deze doodse vlakte vormde het strijdtoneel voor de Nírnaeth Arnoediad, de vijfde grote slag in de oorlogen van Beleriand. De nederlaag die de Elfen en hun bondgenoten er leden was zo groot dat hun lijken een heuvel vormden, die de Haudh-en-Nírnaeth (Nederlands: Heuvel der Tranen) of Haudh-en-Ndengin (Heuvel der Gevallenen) werd genoemd. Als enige plaats in Anfauglith groeide er gras.
Na de Oorlog van Gramschap werd het, samen met de rest van Beleriand, door de zee verzwolgen.